# هندی باستان
هندی باستان (هندی: पुरानी हिन्दी، اردو: پرانی هندی) نخستین سطح گویش دهلی (کهریبولی) زبان هندوستانی بود که امروزه نیای هندی و اردوی نوین معیار به‌شمار می‌رود. این زبان از پراکریت شورسینی پدید آمد و در قرن ۱۳ تا ۱۵ میلادی توسط مردم ساکن در مناطق کمربند زبان هندی، به ویژه در پیرامون دهلی، سخن گفته می‌شد. برخی از آثار امیرخسرو دهلوی و گورو گرانت صاحب از فریدالدین گنج شکر از معدود آثار باقی‌مانده از این زبان هستند. آثار کبیر نیز که در آن از گویشی کهریبولی‌سان استفاده می‌شود، ممکن است در این دسته جای گیرند. هندی باستان در اصل به دیواناگری و بعدها به خط عربی نیز نوشته می‌شد.
زبان هندوستانی امروزی با افزوده شدن وام‌واژگان فراوان فارسی به هندی باستان (که دارای پایه‌ای بر اساس پراکریت بود) پدید آمد که بعدها به هندی و اردو توسعه یافت.

## مطالعات بیشتر
- Strnad, Jaroslav (2013). Morphology and Syntax of Old Hindī: Edition and Analysis of One Hundred Kabīr vānī Poems from Rājasthān. Brill. ISBN 9789004254893.